# Михайловское (Краснодарский край)
Михайловское — село в Северском районе Краснодарского края Российской Федерации.
Административный центр Михайловского сельского поселения.

## География
Село расположено в 30 км к северо-востоку от районного центра — станицы Северской, на северном берегу Крюковского водохранилища. Рисовые чеки.

### Улицы
| - пер. Восточный, - пер. Подгорный, - ул. Ворошилова, - ул. Дзержинского, - ул. Длинная, - ул. Западная, - ул. Калинина, - ул. Кирова, - ул. Коммунаров, - ул. Кооперативная, - ул. Ленина, | - ул. Мичурина, - ул. Молодёжная, - ул. Набережная, - ул. Орджоникидзе, - ул. Садовая, - ул. Свободы, - ул. Советская, - ул. Степная, - ул. Тупик, - ул. Школьная, - ул. Южная. |

## История
Село основано в 1888 году. Село Михайловское Северского района официально образовано в 1906 году крестьянами Черниговской и Херсонской губерний. Однако заселены эти земли были ранее. На одном из участков, принадлежавшем генерал-майору Гейману, а затем проданному советнику Ананову в 1885 году были основаны два хутора: Новотаврический первый и Новотаврический второй.
В 1867 году среди прочих офицеров на левобережье Кубани в урочище Пшахоиз на реке Сухой Аушец получил 1140 десятин земли и полковник Иван Деомидович Попко ― командир Псекупского конного казачьего полка. Его участок был назван «Приютом Пшехоизом». В 1869 году здесь начали селиться крестьяне, прибывшие из Бессарабии и из Днепровского уезда Таврической губернии. Вскоре свой земельный участок Попко продал, но образовавшийся хутор так и остался называться хутором Попко, затем переименован  в Ананьевский

## Население
| 2002 | 2010  |
| ---- | ----- |
| 1717 | ↗1775 |